# Hibiscus rubriflorus
Hibiscus rubriflorus là một loài thực vật có hoa trong họ Cẩm quỳ. Loài này được Baker f. mô tả khoa học đầu tiên năm 1939.